# Pyramide A de Dahchour sud
La pyramide A de Dahchour sud  se situe au sud de Dahchour en Égypte, près de la pyramide d'Amenemhat III. Il s'agit d'un monument repéré par l'égyptologue allemand Rainer Stadelmann et datant probablement de la XIIIe dynastie. Aucune étude du monument n'a encore été programmée.